# Actinote auloeda
Actinote auloeda är en fjärilsart som beskrevs av Charles Oberthür 1917. Actinote auloeda ingår i släktet Actinote och familjen praktfjärilar. Inga underarter finns listade i Catalogue of Life.